# La vie du Rail
La Vie du Rail  è una casa editrice francese, specializzata su argomenti attinenti al mondo delle ferrovie.

## Storia
La Vie du rail nacque nel 1952 come rivista della SNCF destinata ai propri dipendenti e che riprendeva il ruolo che dal 1938 era ricoperto dalla rivista Notre Métier.
Nel 1965 diventa un settimanale a pagamento e prende autonomia dalla SNCF che resta con una partecipazione quasi simbolica nel capitale.
Lo stesso nome è poi passato alla casa editrice che, sempre con interesse prevalente nel mondo ferroviario, pubblica una collana di testi con spiccato interesse agli aspetti ingegneristici e storici.
Il settimanale La Vie du Rail magazine ha una tiratura media superiore alle 100 000 copie. Per gli amatori vi è il mensile Rail Passion, di circa 100 pagine,  che ha una tiratura media di 40 000 copie.
Tra i testi editi La Compagnie des Wagons-Lits.